# Slobozia-Rașcov, Stînga Nistrului
Slobozia-Rașcov este un sat din Unitățile Administrativ-Teritoriale din Stînga Nistrului (Transnistria), Republica Moldova.
Conform recensământului din anul 2004, populația localității era de 799 locuitori, dintre care 37 (4.63%) moldoveni (români), 346 (43.3%) ucraineni, 29 (3.62%) ruși și 385 (48.2%) de altă etnie (mai ales polonezi).